# Ron Wyatt
Ronald Eldon (Ron) Wyatt (1933 - Memphis, 4 augustus 1999) was een controversiële Amerikaanse amateurarcheoloog die sensationele vondsten claimde betreffende Bijbelse plaatsen en voorwerpen. Deze worden in het algemeen door wetenschappelijke kringen afgewezen.

## Levensloop
Wyatt was een fervent zevendedagsadventist en was als verpleegkundige werkzaam bij de anesthesiologie in het ziekenhuis van Nashville, toen hij in 1960 in Life een foto zag van een op een boot lijkende formatie bij de berg Ararat in Turkije. Deze foto veroorzaakte veel discussie in fundamentalistische en evangelische kringen waar men zich begon af te vragen of dit wellicht resten van de ark van Noach waren en leidde tot Wyatts carrière als amateurarcheoloog.
Van 1977 tot aan zijn overlijden in 1999 bracht Wyatt meer dan honderd bezoeken aan het Nabije Oosten en behalve voor de ark ontwikkelde hij interesse in steeds meer Bijbelse voorwerpen en plaatsen, die hij vervolgens 'terugvond'.

Hij begon ook een reisorganisatie die reizen organiseerde naar de door hem bezochte plaatsen. Ook begon hij een museum met voorwerpen en displays betreffende zijn ontdekkingen met een bijbehorende verkooporganisatie voor films, boeken, video's enzovoort. Dit leverde een goed inkomen voor Wyatt op en zorgde er bovendien voor dat hij steeds opnieuw naar het Midden- Oosten kon voor 'vervolgexpedities'.
Hij stierf in 1999 aan darmkanker.

## Beweerde ontdekkingen
- De volgens Wyatt ware ark van Noach
- Ankerstenen gebruikt door Noach
- Het eerste huis van Noach en de graven van hem en zijn vrouw
- De plaats van Sodom en Gomorra
- De ware grot in Hebron waar de aartsvaders Abraham, Isaak en Jacob en hun respectievelijke echtgenotes begraven waren.
- De plaats waar de Israëlieten de Rode Zee overstaken (volgens Wyatt de Golf van Akaba) en resten van het achtervolgende leger van de Farao
- De ware berg Sinaï (volgens hem in Saoedi-Arabië bij de berg Jabal al Lawz)
- Een grot in het netwerk van tunnels onder het oude kwartier van Jeruzalem met voorwerpen uit de Tempel van Salomo
- De ware plaats van de kruisiging van Jezus bij de zogenaamde 'Garden Tomb'
- De Ark van het Verbond in een verborgen grot onder de door Wyatt gevonden ware plaats van de kruisiging
- De originele stenen tafelen met de Tien geboden
- Het bloed van Jezus dat bij de kruisiging op het verzoendeksel van de ark drupte. De ark was, volgens Wyatt's redenering 'door Gods sturing van de geschiedenis', precies onder de locatie van het kruis in een geheime grot verborgen, en het bloed zou door een rotsspleet zijn weg gevonden hebben tot op het verzoendeksel.